# الیزابت‌تاون (نیومکزیکو)
الیزابت‌تاون (به انگلیسی: Elizabethtown) یک منطقهٔ مسکونی در ایالات متحده آمریکا است که در شهرستان کالفکس، نیومکزیکو واقع شده‌است. الیزابت‌تاون ۲٬۵۸۵٫۰۴ متر بالاتر از سطح دریا واقع شده‌است.